# Kysorville, New York
Kysorville, New York (енгл. Kysorville) насељено је место без административног статуса у америчкој савезној држави Њујорк.

## Демографија
По попису из 2010. године број становника је 110.
| Група             | 2000.    | 2010.       |
| Белци             | 0 (0,0%) | 105 (95,5%) |
| Афроамериканци    | 0 (0,0%) | 5 (4,5%)    |
| Азијати           | 0 (0,0%) | 0 (0,0%)    |
| Хиспаноамериканци | 0 (0,0%) | 0 (0,0%)    |
| Укупно            | 0        | 110         |